# Freundt (Familie)
Die Familie Freundt (auch Frynd oder Freund) war eine deutsche Orgelbauerfamilie im 17. und 18. Jahrhundert in Passau.
Zu ihr gehörten:

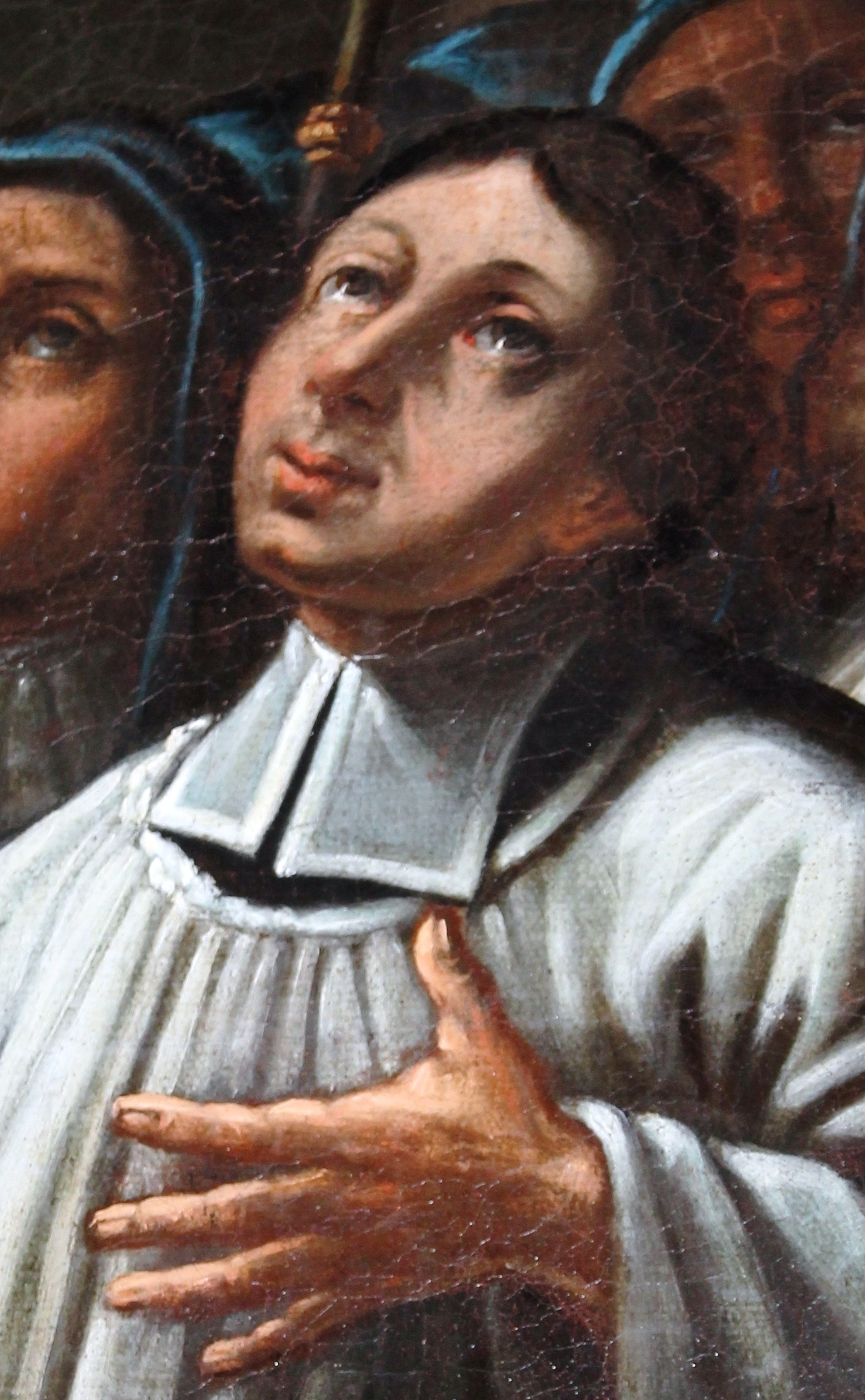
Johann Michael Freundt, 1716 von Josef Andrä Eisl dargestellt in der Pfarrkirche Faistenau

- Johann Georg Freundt (* um 1590 in Passau; † 1667 in Passau);

- dessen Söhne:

- Johann Freundt (* vor 1615 in Passau; † 3. Dezember 1678 in Passau) und
- Leopold Freundt, fälschlich auch Leonhard (* um 1640 in Passau; † 1727 in Passau)
- Augustin Freundt (* unbekannt; † unbekannt)

- Georg Freundt (* unbekannt; † unbekannt), Verwandtschaftsgrad unbekannt

- Johann Michael Freundt (* unbekannt; † unbekannt), Verwandtschaftsgrad unbekannt, 1705–1712 Vikar in St. Georgen im Pinzgau (Ortschaft in Bruck),[2] 1714–1722 Vikar in der Faistenau (wo er am 7. Oktober 1714 die Rosenkranzbruderschaft gründete),[3] initiierte 1742 den Umbau der Orgel in Kirchental und wird im Zuge dessen als Geistlicher aus Schwertberg bezeichnet.[4]

## Geschichte
Die Werkstatt wurde von Johann Georg Freundt gegründet, wobei seine Tätigkeit von den Passauer Fürstbischöfen aus dem Hause Habsburg gefördert wurde. Johann Georg war mit der ebenfalls in Passau tätigen Orgelbaufamilie Butz eng verbunden. 1667 übernahm dessen Sohn (vielleicht auch sein Bruder) Johann die Werkstatt. Leopold folgte ihm nach. Seine Werkstatt befand sich in der Milchgasse. Die Brüder Georg und Ignaz Egedacher führten die Werkstatt nach seinem Tode fort. Augustin Freundt war ab 1657 in Ingolstadt tätig.
Die Familie Freundt gehört neben den Putz zur ersten Passauer Orgelbauerschule. Diese ist stilistisch von der deutschen spätgotischen Bläserorgel und die durch das Caeremoniale Episcoporum verlangte Orgelbauweise Norditaliens beeinflusst, welche später mit der süddeutschen Barocktradition verschmolzen wird. Georg Muffat bezieht sich im apparatus musico-organisticus auf den Klang der Freundt-Orgeln.
Der Orgelbauer Georg Freundt, der ab 1690 in Rothenburg oder Rottenburg nachgewiesen ist, ist mutmaßlich mit der Passauer Familie verwandt.

## Werkliste

### Johann Georg Freundt
| Jahr      | Ort             | Gebäude        | Bild | Manuale | Register | Bemerkungen                                                                           |
| --------- | --------------- | -------------- | ---- | ------- | -------- | ------------------------------------------------------------------------------------- |
| 1620      | Ardagger        | Stift Ardagger |      | I/p     | 7        | 1770 um das Rückpositiv und Pedalregister erweitert, 1977 durch Pirchner restauriert. |
| 1636/1642 | Klosterneuburg  | Stiftskirche   |      | III/P   | 35       | Lt. BDA größte und bedeutendste Denkmalorgel des 17. Jahrhunderts in Mitteleuropa     |
| 1662      | Baumgartenberg  | Stiftskirche   |      | II      | 17       | Ca. 1696 um das Positiv erweitert. 1780 neuer Spieltisch von Franz Lorenz Richter.    |
| 1641      | Passau-Ilzstadt |                |      |         |          | Reparatur für 3 fl.                                                                   |

### Johann Freundt
| Jahr | Ort             | Gebäude              | Bild | Manuale | Register | Bemerkungen |
| ---- | --------------- | -------------------- | ---- | ------- | -------- | --- |
| 1648 | Klosterneuburg  | Stift Klosterneuburg |      |         |          | Chororgel |
| 1655 | Passau-Ilzstadt |                      |      |         |          | Neubau für 300 fl |
| 1668 | Stift Lambach   | Positiv              |      |         |          | Bis heute ist nicht geklärt ist, ob es sich um ein selbstständiges Werk handelte, oder ob Freundt der großen Egedacher I.-Orgel das heute noch bestehende Rückpositiv hinzufügte. |

### Leopold Freundt
| Jahr    | Ort                       | Gebäude                    | Bild | Manuale | Register | Bemerkungen |
| ------- | ------------------------- | -------------------------- | ---- | ------- | -------- | --- |
| 1660    | Geiersberg                |                            |      |         |          | |
| 1682    | Kremsmünster              | Stift Kremsmünster         |      | I       | 10       | 1682 erbaut mit 10/I/P. 1855 Verkauf an die Kaplaneikirche Kirchberg. Adaptierung dort (siehe Bild) von Ludwig Mooser, neues Gehäuse im Stil der Salzburger Domorgel. Derzeitiges Werk in Stift Kremsmünster 2005 von Orgelbau Kögler (45/III/P). |
| 1685/88 | Passau                    | Dom                        |      | II      | 21       | Georg Muffat-Orgel Entwürfe für zunüchst III/40, III/28; Preis 2300 fl. |
| 1688    | Seitenstetten             | Stift Seitenstetten        |      | II      | 19       | Derzeitiges Werk 1989 von Orgelbau Pirchner (29/II/P) |
| 1699    | St. Florian OÖ            | Stift Sankt Florian        |      |         |          | Für die Orgel in der neuen Marienkapelle erhielt Leopold Freundt 900 Gulden. 1746 kam diese Orgel um 300 Gulden in die Wallfahrtskirche Maria Schöndorf bei Vöcklabruck.                                                                          |
| 1701    | Hohenfurth                | Zisterzienserstift         |      |         |          | |
| 1705    | Freistadt                 | Stadtpfarrkirche Freistadt |      |         |          | Prospekt erhalten, im Spätbarock zusätzlich ausgeschmückt. Werk 2005 von Metzler Orgelbau (26/II/P). |
| 1715    | Brunnenthal bei Schärding | Pfarrkirche Brunnenthal    |      |         |          | |
| ??      | Viechtwang                | Pfarrkirche Viechtwang     |      |         |          | |
| ??      | Linz                      | Ursulinenkirche            |      |         |          | |

### Augustin Freundt
| Jahr | Ort      | Gebäude | Bild | Manuale | Register | Bemerkungen |
| ---- | -------- | ------- | ---- | ------- | -------- | ----------- |
| 1657 | Wolnzach |         |      |         |          | Positiv     |

### Georg Freundt
| Jahr | Ort      | Gebäude          | Bild | Manuale | Register | Bemerkungen            |
| ---- | -------- | ---------------- | ---- | ------- | -------- | ---------------------- |
| 1690 | Schöntal | Kloster Schöntal |      |         |          | neues Posaunenregister |